# Лукас Лерагер
Лукас Лерагер (дан. Lukas Lerager, нар. 12 липня 1993) — данський футболіст, півзахисник клубу «Копенгаген» і національної збірної Данії.

## Клубна кар'єра
Народився 12 липня 1993 року. Вихованець футбольної школи клубу «Академіск». Дорослу футбольну кар'єру розпочав 2011 року в основній команді того ж клубу, в якій провів три роки, взявши участь у 48 матчах другого за рівнем дивізіону Данії
Своєю грою за цю команду привернув увагу представників тренерського штабу «Віборга», до складу якого приєднався влітку 2013 року. 26 липня в матчі проти «Норшелланна» він дебютував у данській Суперлізі. За підсумками першого ж сезону клуб вилетів у Першу лігу, але Лерагер залишився в команді і допоміг йому з першої спроби повернутися в еліту, де провів ще один сезон.
Протягом сезону 2016/17 років захищав кольори клубу «Зюлте-Варегем», якому допоміг завоювати Кубок Бельгії, незабаром після чого, в червні 2017 року перейшов у французький «Бордо», підписавши контракт на чотири роки. Сума трансферу склала 3,5 млн євро. За півтора року відіграв за команду з Бордо 55 матчів в національному чемпіонаті.
29 січня 2018 року перейшов до італійського «Дженоа» на умовах оренди з правом викупу, яким італійський клуб скористався навесні наступного року.

## Виступи за збірні
2011 року дебютував у складі юнацької збірної Данії, взяв участь у 9 іграх на юнацькому рівні.
2013 року залучався до складу молодіжної збірної Данії. На молодіжному рівні зіграв у 7 офіційних матчах.
6 червня 2017 року дебютував в офіційних матчах у складі національної збірної Данії в товариському матчі проти збірної Німеччини, замінивши у другому таймі Крістіана Еріксена, а вже наступного року зі збірною поїхав на чемпіонату світу 2018 року у Росії.
| Дата       | Місто      | Господарі | Результат | Гості      | Турнір                               | Голи | Примітки |
| ---------- | ---------- | --------- | --------- | ---------- | ------------------------------------ | ---- | -------- |
| 6-6-2017   | Брондбю    | Данія     | 1 – 1     | Німеччина  | товариський матч                     | -    | 65'      |
| 1-9-2017   | Копенгаген | Данія     | 4 – 0     | Польща     | Відбір до ЧС 2018                    | -    | 82'      |
| 22-3-2018  | Брондбю    | Данія     | 1 – 0     | Панама     | товариський матч                     | -    | 64'      |
| 9-6-2018   | Брондбю    | Данія     | 2 – 0     | Мексика    | товариський матч                     | -    | 62'      |
| 26-6-2018  | Москва     | Данія     | 0 – 0     | Франція    | ЧС 2018 - 1-й етап                   | -    | 90+1'    |
| 16-10-2018 | Гернінг    | Данія     | 2 – 0     | Австрія    | товариський матч                     | 1    |          |
| 16-11-2018 | Кардіфф    | Уельс     | 1 – 2     | Данія      | Ліга націй УЄФА 2018-2019 - 1-й етап | -    | 79'      |
| 19-11-2018 | Орхус      | Данія     | 0 – 0     | Ірландія   | Ліга націй УЄФА 2018-2019 - 1-й етап | -    | 46'      |
| 21-3-2019  | Приштина   | Косово    | 2 – 2     | Данія      | товариський матч                     | -    | 60'      |
| 15-10-2019 | Ольборг    | Данія     | 4 – 0     | Люксембург | товариський матч                     | -    | 46'      |
| Усього     |            | Матчів    | 10        |            | Голів                                | 1    |          |

## Досягнення
- Володар Кубка Бельгії (1):

«Зюлте-Варегем»: 2016-17
- Чемпіон Данії (3):

«Копенгаген»: 2021-22, 2022-23, 2024-25
- Володар Кубка Данії (2):

«Копенгаген»: 2022-23, 2024-25